# Hartsburg (Illinois)
Hartsburg es una villa ubicada en el condado de Logan en el estado estadounidense de Illinois. En el Censo de 2010 tenía una población de 314 habitantes y una densidad poblacional de 878,52 personas por km².

## Geografía
Hartsburg se encuentra ubicada en las coordenadas 40°15′3″N 89°26′29″O / 40.25083, -89.44139. Según la Oficina del Censo de los Estados Unidos, Hartsburg tiene una superficie total de 0.36 km², de la cual 0.36 km² corresponden a tierra firme y (0%) 0 km² es agua.

## Demografía
Según el censo de 2010, había 314 personas residiendo en Hartsburg. La densidad de población era de 878,52 hab./km². De los 314 habitantes, Hartsburg estaba compuesto por el 98.41% blancos, el 0% eran afroamericanos, el 0% eran amerindios, el 0% eran asiáticos, el 0% eran isleños del Pacífico, el 0% eran de otras razas y el 1.59% pertenecían a dos o más razas. Del total de la población el 2.87% eran hispanos o latinos de cualquier raza.